# Municipio de Benton (condado de Paulding)
El municipio de Benton (en inglés: Benton Township) es un municipio ubicado en el condado de Paulding en el estado estadounidense de Ohio. En el año 2010 tenía una población de 1046 habitantes y una densidad poblacional de 11,06 personas por km².

## Geografía
El municipio de Benton se encuentra ubicado en las coordenadas 41°2′1″N 84°44′45″O / 41.03361, -84.74583. Según la Oficina del Censo de los Estados Unidos, el municipio tiene una superficie total de 94.61 km², de la cual 94,61 km² corresponden a tierra firme y (0 %) 0 km² es agua.

## Demografía
Según el censo de 2010, había 1046 personas residiendo en el municipio de Benton. La densidad de población era de 11,06 hab./km². De los 1046 habitantes, el municipio de Benton estaba compuesto por el 96,75 % blancos, el 0,19 % eran afroamericanos, el 0,1 % eran amerindios, el 0,19 % eran asiáticos, el 1,63 % eran de otras razas y el 1,15 % eran de una mezcla de razas. Del total de la población el 2,68 % eran hispanos o latinos de cualquier raza.